# Инга Гаиле
Инга Гаиле (лет. Daina Tabūna; Рига, 29. јун 1976) је летонска песникиња, романописац и драматург.

## Биографија
Инага Гаиле пише поезију за одрасле и децу, и објављује збирке поезије. Њени радови се често фокусирају на феминистичка питања, као и на питања везана за различите стигматизоване групе. Добитница је Летонске књижевне награде и награде Фестивала Дани поезије. Гаиле је преводила поезију са руског на летонски, а њене песме су такође превођене на различите језике, укључујући енглески, естонски, немачки, шведски, литвански и бенгалски.Она је председница Летонског ПЕН-а. 

## Активизам
Гаиле је истакнута чланица летонског феминистичког покрета и оснивач је групе за стендап комедију "Sieviešu stendaps/Women's Stand-Up".

### Поезија
- Laiks bija iemīlējies, 1999.
- Raudāt nedrīkst smieties, 2004.
- Kūku Marija, 2007.
- Migla, 2012.
- Vai otrā grupa mani dzird?, 2014.
- Lieldienas, 2018.
- Nakts, 2021.

### Проза
- Stikli (Крхотине стакла) - роман, 2016.
- Neredzamie (Невидљиви) - роман, 2018.
- Piena ceļi (Млечни путеви) - приче, 2018.
- Скаистас (Лепотице) - роман, 2019.
- Rakstītāja (Писац) - роман, 2020.

### Драме
- Āda, 2011.
- Mūsu Silvija debesīs, 2013.
- Trauki, у сарадњи са Мартом Е. Мартинсон, 2014.

## Награде
- Годишња књижевна награда Летоније за Can the Back Row Hear Me?, 2015.
- Награда за читање прозе за приповетку Piena ceļi/ Milky Ways, 2012.
- Награда часописа Latvju Teksti за Fog, 2012.
- Награда Ojārs Vācietis за Fog, 2012.
- Награда Дани поезије за Cake Mar, 2007.
- Награда Ojārs Vācietis за Cry Not Laugh, 2004.
- Награда Фондације Anna Dagda за Cry Not Laugh, 2004.
- Награда Klāvs Elsbergs за Time Had Grown Enamoured, 1999.